# アメリカ陸軍総司令官
アメリカ陸軍総司令官（英: Commanding General of the United States Army）は、陸軍参謀総長が設置される以前のアメリカ陸軍の最上級者の名称。
1783年から1821年までは通称「アメリカ陸軍最先任士官」。1821年から1903年までは「アメリカ陸軍総司令官」。1903年に陸軍参謀本部と参謀総長が創設された時にこの役職は廃止された。

## アメリカ陸軍歴代総司令官

### 大陸軍最高司令官
- Continental Army General and Commander In Chief

1. 大将[1] ジョージ・ワシントン (1775年6月15日 - 1783年12月23日)

### 最先任士官
- Senior Officer

1. 少将 ヘンリー・ノックス (1783年12月23日 - 1784年6月20日)

### 合衆国陸軍最先任士官
- United States Army Senior Officer

1. 名誉少将 ジョン・ダウティ (1784年6月20日 - 1784年8月12日)
2. 名誉准将 ジョシュア・ハーマー (1784年8月12日 - 1791年3月4日)
3. 少将 アーサー・セントクレア (1791年3月4日 - 1792年3月5日)
4. 名誉少将 アンソニー・ウェイン (1792年4月13日 - 1796年12月15日)
5. 准将 ジェームズ・ウィルキンソン（英語版） (1796年12月15日 - 1798年7月13日)
6. 大将 ジョージ・ワシントン (1798年7月13日 - 1799年12月14日)
7. 少将 アレクサンダー・ハミルトン (1799年12月14日 - 1800年6月15日)
8. 准将 ジェームス・ウィルキンソン (1800年6月15日 - 1812年1月27日)
9. 少将 ヘンリー・ディアボーン (1812年1月27日 - 1815年6月15日)
10. 少将 ヤコブ・ジョニングス・ブラウン (1815年6月15日 - 1821年6月)

### 総司令官
- Commanding General

1. 少将 ヤコブ・ジョニングス・ブラウン (1821年6月 - 1828年2月24日)
2. 少将 アレクサンダー・マコーム、ジュニア (1828年5月29日 - 1841年6月25日)
3. 名誉大将 ウィンフィールド・スコット (1841年7月5日 - 1861年11月1日)
4. 少将 ジョージ・ブリントン・マクレラン (1861年11月1日 - 1862年3月11日)
5. 少将 ヘンリー・ウェイジャー・ハレック (1862年7月23日 - 1864年3月9日)
6. 大将（1864年3月9日～1866年7月25日までの階級は中将に改められた。） ユリシーズ・シンプソン・グラント (1864年3月9日 - 1869年3月4日)
7. 大将 ウィリアム・テクムセ・シャーマン (1869年3月8日 - 1883年11月1日)
8. 中将（1888年6月1日、大将に昇任） フィリップ・ヘンリー・シェリダン (1883年11月1日 - 1888年8月5日)
9. 少将（1895年2月5日、中将に昇任） ジョン・マカリスター・スコフィールド (1888年8月14日 - 1895年9月29日)
10. 少将（1900年、中将に昇任） ネルソン・アップルトン・マイルズ (1895年10月5日 - 1903年8月8日)